# Муравйов-Апостол Іполіт Іванович
Іполі́т Іва́нович Муравйо́в-Апо́стол (1806 — 3 січня 1826) — декабрист, молодший брат Муравйова-Апостола Сергія Івановича і Муравйова-Апостола Матвія Івановича. Нащадок (по лінії матері батька,  Муравйова-Апостола Івана Матвійовича)  Данила Петровича Апостола, українського гетьмана (1727–1734 рр.).

## Життєпис
Прапорщик квартирмейстерської частини. 13 грудня 1825 року виїхав із Петербурга в Тульчин до місця служби.
Член Північного товариства. Учасник повстання Чернігівського полку, поранений в ліву руку поблизу села Ковалівка під час бою з урядовими військами. Не побажав здаватися в полон, застрелився.
Похований в спільній могилі біля Триліси з Кузьміним Анастасієм Дмитровичем і Щепилло Михайлом Олексійовичем.